# 昔陽県
昔陽県（せきよう-けん）は中華人民共和国山西省晋中市に位置する県。

## 歴史
前漢により設置された沾県を前身とする。後漢になると楽平県とされた。南北朝時代の448年（太平真君9年）、北魏により廃止されたが、526年（孝昌2年）に再設置された。1796年（嘉慶元年）、清代により廃止となり管轄区域は平定州の直轄とされた。1913年（民国2年）の州制廃止に伴い楽平県に改編、翌年に昔陽県と改称され現在に至る。

## 行政区画
- 鎮:楽平鎮、皋落鎮、冶頭鎮、沾尚鎮、大寨鎮
- 郷:李家荘郷、界都郷、三都郷、趙壁郷、孔氏郷、閻荘郷